# Forró universitário
O Forró universitário é um subgênero musical do forró, tomando popularidade nacional no fim da década de 1990 com a banda Falamansa. O gênero revive o estilo pé-de-serra (tradicional) de Luiz Gonzaga e Jackson do Pandeiro, misturando com elementos do rock, reggae, funk e samba, sendo caracterizado pelas letras adocicadas e românticas, distante do ritmo dançantes do gênero tradicional.

## História
Em 1980, o Pernambucano Adelmo Nascimento mudou-se para São Paulo onde encontrou Enok Virgulino e seu irmão Jaime, criando o Trio Virgulino, que toca música nordestina. Participaram de um concurso de calouros na Rádio Clube de Americana e o radialista Geraldo Pinhaneli gostou e contratou o trio para participar dos programas. Ficaram conhecidos na cidade de Americana, conseguindo destaque em todo interior de São Paulo. No final de 1982 Jaime retornou para Pernambuco e Roberto Pinheiro, amigo de infância de Enok, o substituiu. Em 1986 gravaram o primeiro trabalho independente.
No início dos anos 1990 o Trio Virgulino recebeu convites para se apresentar em universidades paulistas. O primeiro show foi realizado na Unicamp e o sucesso foi tão grande que receberam convites para se apresentar também na USP e na PUC. No meio dos anos 90, o público universitário (principalmente da USP) frequentemente contratava para suas festas bandas de forró original, ou seja, zabumba, triângulo e sanfona - o forró pé-de-serra. Foi assim que nasceu o Forró Universitário. O Trio Virgulino foi um dos principais precursores deste forró e inspirou bandas como Falamansa, Bicho de Pé e Rastapé, que na época eram universitários e fãs do Trio Virgulino.
Em 1998, no último dia de inscrição para o 3º Festival de Música do Mackenzie. Tato, DJ de forró, inscreveu uma de suas composições ("Asas") no festival. Porém, ele não tinha uma banda, mas conseguiu formar uma banda com seus amigos, dando origem ao Falamansa. Conseguindo o segundo lugar no evento, o sanfoneiro experiente Josivaldo Leite entrou para a banda e conseguiram lançar um álbum em janeiro de 2000. A banda começou a tocar em todas as terças-feiras na casa de shows Remelexo em Pinheiros, São Paulo. O Falamansa se tornou popular e foi pioneiro em espalhar o forró universitário para todo o Brasil.
Até então, a dança era basicamente o popular "2 para lá, 2 para cá", que é a maneira tradicional de dançar a dois. Então começaram a introduzir passos de braços que tem mais complexidade. Como a USP é muito próxima do Bairro de Pinheiros e lá existia, e ainda existe uma casa de forró chamado Remelexo, na Rua Paes Leme. Os universitários da USP começaram a frequentar a casa, disseminando então esta forma de dançar.[carece de fontes?]
O sucesso deste estilo musical deve-se principalmente à força da dança, alavancando vendas de discos, a promoção de shows e a realização de grandes festivais. O auge do estilo se deu na virada século XXI com a chegada de grupos, trios e artistas solo como o Falamansa, Peixelétrico,  Circuladô de fulô, Trio Virgulino, Rastapé, Arleno Farias, Estakazero, Bicho de Pé,Chama Chuva, Baião de 4,  - além, é claro, dos tradicionais trios que ganharam mais espaço com a grande exposição.
Atualmente o ritmo se apresenta largamente difundido por todo o Brasil.

## Dança
A dança foi moldada e difundida na cidade de São Paulo e deu origem ao forró ensinado em escolas de dança de salão de várias regiões Brasil.
No início, a dança era uma coisa bem básica, sendo somente o popular "2 para lá, 2 para cá" seguido de poucas variações de passos. Então começaram a introduzir passos com os braços vindo de rock anos 50, ou rockabilly, adaptados do East coast swing (que também deu origem ao Soltinho e parecidos com Cúmbia). A marcação de tempo foi modificada; muitos passos de rock e swing tem 4 ou 5 pisadas por espaço de tempo, e no forró foi simplificado para 3. Alguns passos vindos da salsa cubana e do zouk também foram introduzidos com o tempo. Com uma forma de marcar o tempo definida, em que o tempo 1 é a pisada antes de mudar de direção (break step), o passo básico principal passou a ser "para frente, para trás". Também se desenvolveram inúmeras formas de dançar abraçado, semelhante à base lateral da kizomba ou à base do merengue.
Os passos principais são:
- atrás e ao lado: abertura lateral do par;
- caminhada: passo do par para a frente ou para trás;
- comemoração (xique-xique): passo de balançada, com a perna do cavalheiro entre a perna da dama;
- giro simples;
- giro do cavalheiro;
- chuveirinho
- oito (costas com costas; avião): o cavalheiro e a dama ficam de costas e passam um pelo outro;
- giro junto (pião);
- giro solto ou livre;
- aviãozinho;
- giro ninja;
- quebra de braço;
- panamericano;
- chicote;
- manivela;
- portinha;
- controle de mão;
- facão;
- chanel;
- banana;
- repiques, feito com os pés;

Além disso, a dança pode ser classificada em Xote ou Baião, independente do gênero musical usado. Xote é usado para música lenta, o casal passa mais tempo abraçado e com passos de chamego. Baião é usado para música rápida, ocorrendo muitos movimentos com os braços e giros. O forró é dançado misturando Xote e Baião, com proporção dependente da velocidade da música.
Também existe o arrasta-pé, que é mais rápido que o baião e tem uma marcação de tempo diferente apesar de usar passos de baião.
1. ↑  «Conheça tudo sobre a história do forró !». www.superprof.com.br. Consultado em 20 de abril de 2025